# Pete Rugolo

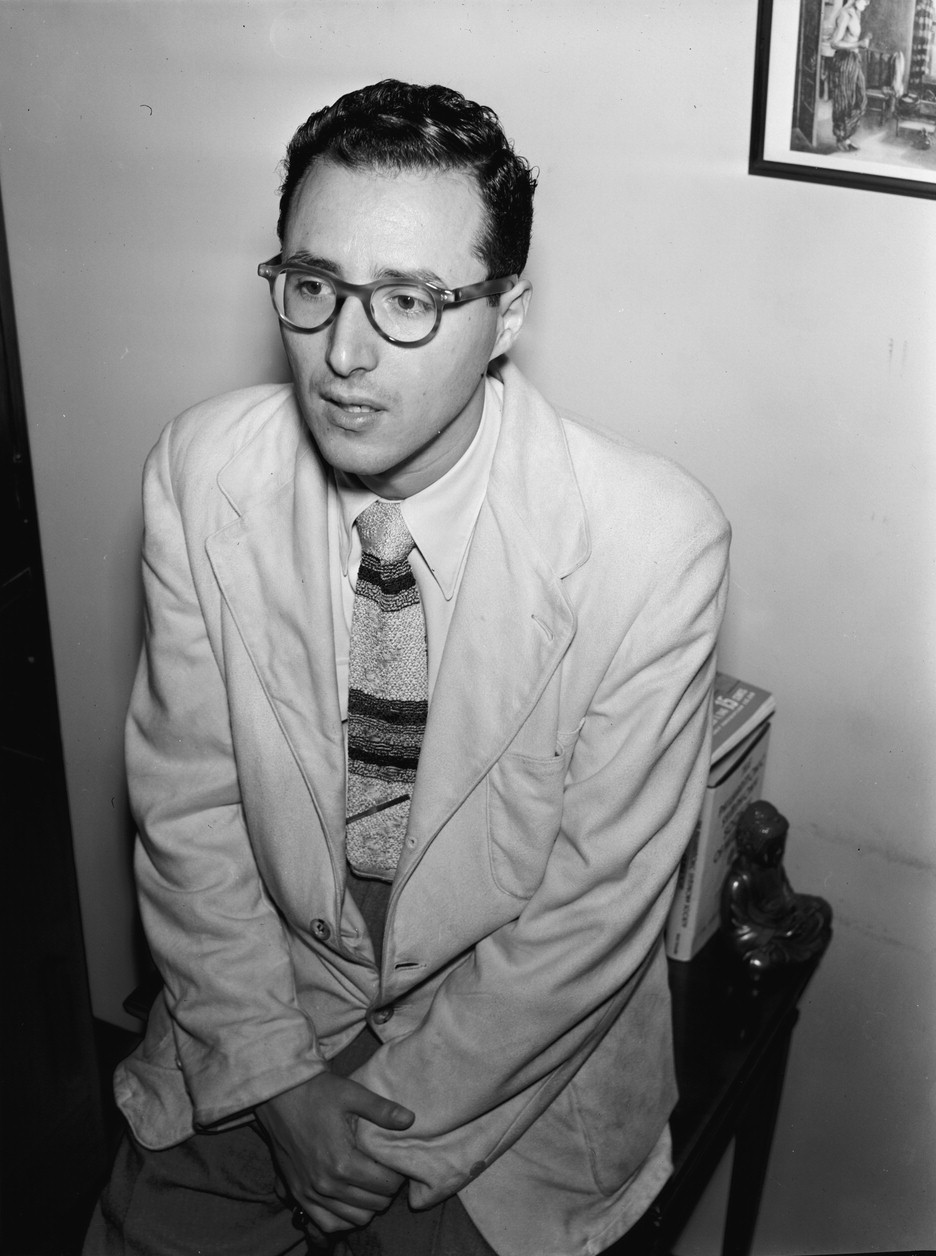
Pete Rugolo, ca. Dezember 1946.
Fotografie von William P. Gottlieb.

Pete Rugolo (* 25. Dezember 1915 in San Piero Patti, Sizilien; † 16. Oktober 2011 in Sherman Oaks, Kalifornien) war ein US-amerikanischer Jazzkomponist und -arrangeur italienischer Herkunft.

## Leben
Rugolo wanderte 1920 mit seiner Familie in die Vereinigten Staaten ein und wuchs in Santa Rosa, Kalifornien auf. Wie sein Vater spielte er zunächst Baritonsaxophon, wechselte aber dann auf andere Instrumente, insbesondere das Waldhorn und das Piano. Nachdem er am San Francisco State College mit einem Bachelor abgeschlossen hatte, studierte er am Mills College in Oakland Komposition bei Darius Milhaud.
Nach seinem Studium arbeitete er als Arrangeur für die Band des Gitarristen Johnny Richards. Seinen Militärdienst während des Zweiten Weltkrieges leistete er in einer Militärband ab, in der er auf Paul Desmond traf.
Nach der Entlassung aus der Armee arbeitete Rugolo für Stan Kenton, der damals eine der avanciertesten Big Bands leitete. Er schrieb zahlreiche Arrangements und auch einige der „Artistry in...“-Kompositionen für diese Band („Bass,“ „Percussion,“ „Bolero,“ „Boogie“), sodann auch weitere Originalkompositionen für das von Kenton dann initiierte Innovations In Modern Music Orchestra, bei denen ihm seine Kenntnisse der zeitgenössischen Musik halfen, die Grenzen zwischen Tanzsaal und Konzerthalle zu durchbrechen. Rugolos Arbeiten für Kenton trugen stark zum damaligen Image des Progressive Jazz bei. Er selbst näherte sich in dieser Zeit aber auch der Popmusik an, die er als musikalischer Direktor von Capitol Records ebenfalls betreute. Er produzierte zwar die Birth-of-the-Cool-Sessions von Miles Davis, schrieb aber selbst Arrangements für Nat King Cole, June Christy, Peggy Lee, die Four Freshmen und Harry Belafonte. 1954 leitete er für kurze Zeit eine eigene Bigband. Für MGM produzierte er Musicals, bevor er bei Mercury Records in den späten 1950ern als musikalischer Direktor arbeitete und selbst eine Reihe von Tonträgern bei diesem Plattenlabel vorlegte.

## Arbeit für die Studios
Während der 1960er und 1970er arbeitete Rugolo hauptsächlich für das Fernsehen, beispielsweise für populäre Shows wie Leave It To Beaver, die Thriller-Serie Dr. Kimble – Auf der Flucht, Richard Diamond, Private Detective oder Eine amerikanische Familie. Er schrieb auch die Musik für Fernsehfilme und Features. Seine Arbeit für die Hollywood-Studios hat es oft erfordert, dass er seinen eigenen Stil unterdrückte; dennoch gibt es einige gute Beispiele von Rugolos Arbeit für Film und Fernsehen. So demonstriert der Soundtrack von Ohne Gewissen (This World, Then the Fireworks. 1997) seine Fähigkeit anspruchsvolle und zugleich ausdrucksvolle Musik zu schreiben.

## Diskografie
- Introducing Pete Rugolo (1954)
- Rugolomania (1955)
- Adventures in Rhythm (1955)
- Music for Hi-Fi bugs (1956)
- Percussion at work (1957)
- Rugolo plays Kenton (1958)
- Adventures in Sound - Brass (1959)
- Adventures in Sound - Reeds (1959)
- Music from outer space
- Rhythm meets Rugolo

## Filmografie (Auswahl)
- 1951: Tödliches Pflaster Sunset Strip (The Strip)
- 1952: Geborgtes Glück (Invitation)
- 1952: Mädels ahoi (Skirts Ahoy!)
- 1959: Eine Stadt sucht einen Mörder (Jack the Ripper)
- 1963–1967: Auf der Flucht (Fernsehserie, 79 Folgen)
- 1965–1968: Wettlauf mit dem Tod (Fernsehserie, 74 Folgen)
- 1969–1972: The Bold Ones: The Lawyers (Fernsehserie, 18 Folgen)
- 1971–1972: Alias Smith und Jones (Fernsehserie, 8 Folgen)
- 1982: For Lovers Only (Fernsehfilm)
- 1983: Fantasy Island (Fernsehserie, eine Folge)
- 1983: O’Malley (Fernsehfilm)
- 1984: Das fliegende Auge (Fernsehserie, eine Folge)
- 1997: Ohne Gewissen (This World, Then the Fireworks)